# 말라티아주

말라티아주의 위치

말라티아주(튀르키예어: Malatya ili)는 튀르키예 동부에 위치한 주로, 동아나톨리아 지역에 속한다. 주도는 말라티아이며 면적은 12,313km2, 인구는 923,248명(2006년 기준), 자동차 번호는 44번, 시외전화 지역번호는 0422번이다. 산이 많은 지대에 둘러싸여 있으며 14개 군을 관할한다.